# Karaçavuş, Seydiler
Karaçavuş là một xã thuộc huyện Seydiler, tỉnh Kastamonu, Thổ Nhĩ Kỳ. Dân số thời điểm năm 2008 là 72 người.